# Barabás Lujza
Barabás Lujza (művésznevén: Luisa Barabas) (Budapest, 2008. november 4. −) festő. A legfiatalabb magyar, akinek festményei a párizsi Louvre-ban is kiállításra kerültek, és a világ több híres art fair-én, nemzetközi kiállításán is megtalálhatók.

## Élete

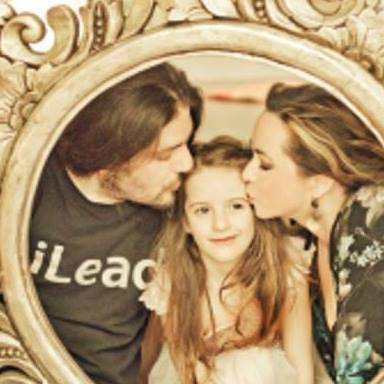
Barabás Lujza szüleivel (2015)

Budapesten született egy művészetek iránt érzékeny, támogató közegben, az Újlipótvárosban. Szülei Barabás Béla, argentin tangó előadóművész, instruktor, tanár és Ősz Hajnal, elemző, esztéta, táncos. Háromévesen kezdett el festeni, akkor tűnt fel a szüleinek, hogy milyen bátran használja a színeket. Legtöbb képe figuratív és absztrakt alkotás, temperával vagy vízfestékkel készül. A róla megjelent cikkekben, összeállításokban kiemelik, hogy művészetét a boldog képalkotás szabadsága, a kiemelkedő színérzék és az ösztönösség jellemzi.
Tehetségét már igen korán, az óvodában felismerték. 2013-ban jutott el a Magyar Tudományos Akadémia főmunkatársa, a tehetségkutatás egyik legjobb hazai szakértője, Dr. Gyarmathy Éva ajánlására a Tehetségműhely Közhasznú Alapítványhoz, ahol folyamatos komplex fejlesztést kapott. Felkészítő művésztanára az ismert festőművész, a 2015-ben váratlan hirtelenséggel elhunyt Rákóczy Gizella volt. Ezt követően Kovács Lola művésztanárnál tanul tovább, aki egyénileg foglalkozik vele.
Ötéves korában, mint „fiatal tehetséget” felkarolta Bécsben Adriana Daly-Peterova kulturális menedzser, művészeti szakértő, így életében először 2014-ben, ötéves korában Bécsben állították ki két festményét egy 15 országból meghívott művészeknek rendezett bécsi tárlaton.
Hatéves korában a párizsi Louvre Múzeum Art Salon Shopping 450 nemzetközi felnőtt festőművész kiállításán kapott helyet, Magyarországról egyedüli gyermekként. Párizsban három képe volt látható, köztük a Spirál és a Vihar Erdőbényén című a the Museum of Americas (Archiválva 2020. január 24-i dátummal a Wayback Machine-ben) delegálásában. A képeket több ezer felnőtt pályázó művei közül válogatta ki Louvre Múzeum szakmai zsűrije, anélkül, hogy tudták volna, hogy egy óvodás festette. Hétéves korában másodszor is helyet kapott festménye a Louvre „Art Shopping” kiállításán. 2015-ben, a budapesti Titok Galériában kiállításra került egyik festményét, a Kishajó címűt egy bécsi műgyűjtő megvásárolta.

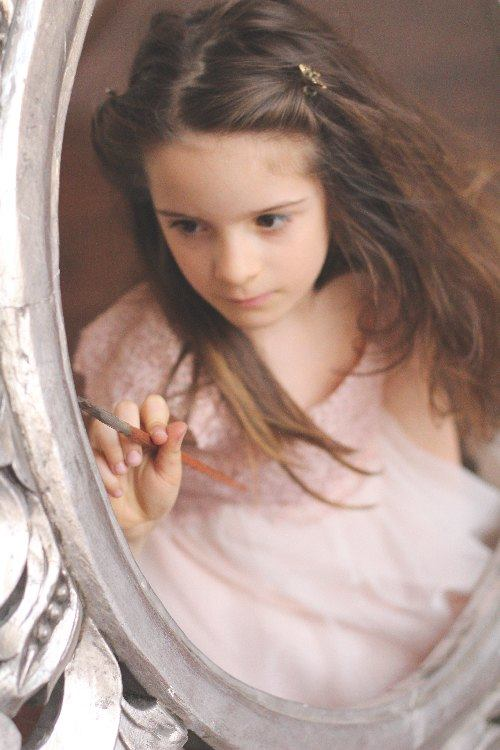
Barabás Lujza (2015)

A Budai Rajziskola ösztöndíjasa volt  2015/16-ban. Emellett grafikát tanult Faltis Alexandrától,.és animációt.
2016-tól több (felnőtt művészeknek rendezett) nemzetközi kiállításon vesz részt festményeivel: Bécsben, Houstonban, Miamiban, Antibes-ban, Zürichben, Dubajban, Ibizán, Amerikában és 2024-tól már Olaszországban is.  Az amerikai the Museum of the Americas több képét is kiállítja, majd 2023-ban a „Certificated Artist” elismerést adományozta neki.
2016 májusától a BÁV fiataloknak szóló tehetségprogramjának első résztvevője. 2017-ben részt vett az Ecsetre fel a gyermekekért és a Rotary Club Budapest-Center közös kezdeményezésére indult gyermekegészségügyi intézmények művészi dekorációkkal való kifestésében, amikor a Sote II. Tűzoltó utcai Gyermekklinika szakrendelőjének várótermét festették ki különböző rajzfilmfigurákkal.
2017-től a Nemzet Fiatal Tehetségeiért  állami ösztöndíjban részesül, amelyet Olaszországban, nyolc éves korától a firenzei Accademia D'Arte művészeti egyetemen, valamint Bristolban, az Egyesült Királyságban egyéni tehetségfejlesztésre fordítanak.
2019-ben a Gyémántbogár Program felfedezettjeként Tíz piros szív tehetségkutató rajzpályázat zsűrijébe választották. A 2017. és 2018. évi hazai és külföldi átütő tehetségfejlődése eredményeként elnyerte a Nemzeti Tehetségsegítő Tanács „Felfedezettjeink 2019” fődíját. 2020 és 2021-ben a Nemzeti Tehetség Program támogatottja lett. A MOL 2019 és 2021-es Tehetségtámogató Programján belül a festészet kategória 1. helyezettje lett.
2023-től meghívást kap olaszországi kiállításokon való részvételre is. 2024-től már a "digital art" , valamint a színház és a képzőművészet találkozása foglalkoztatja. 

## Kiállítások

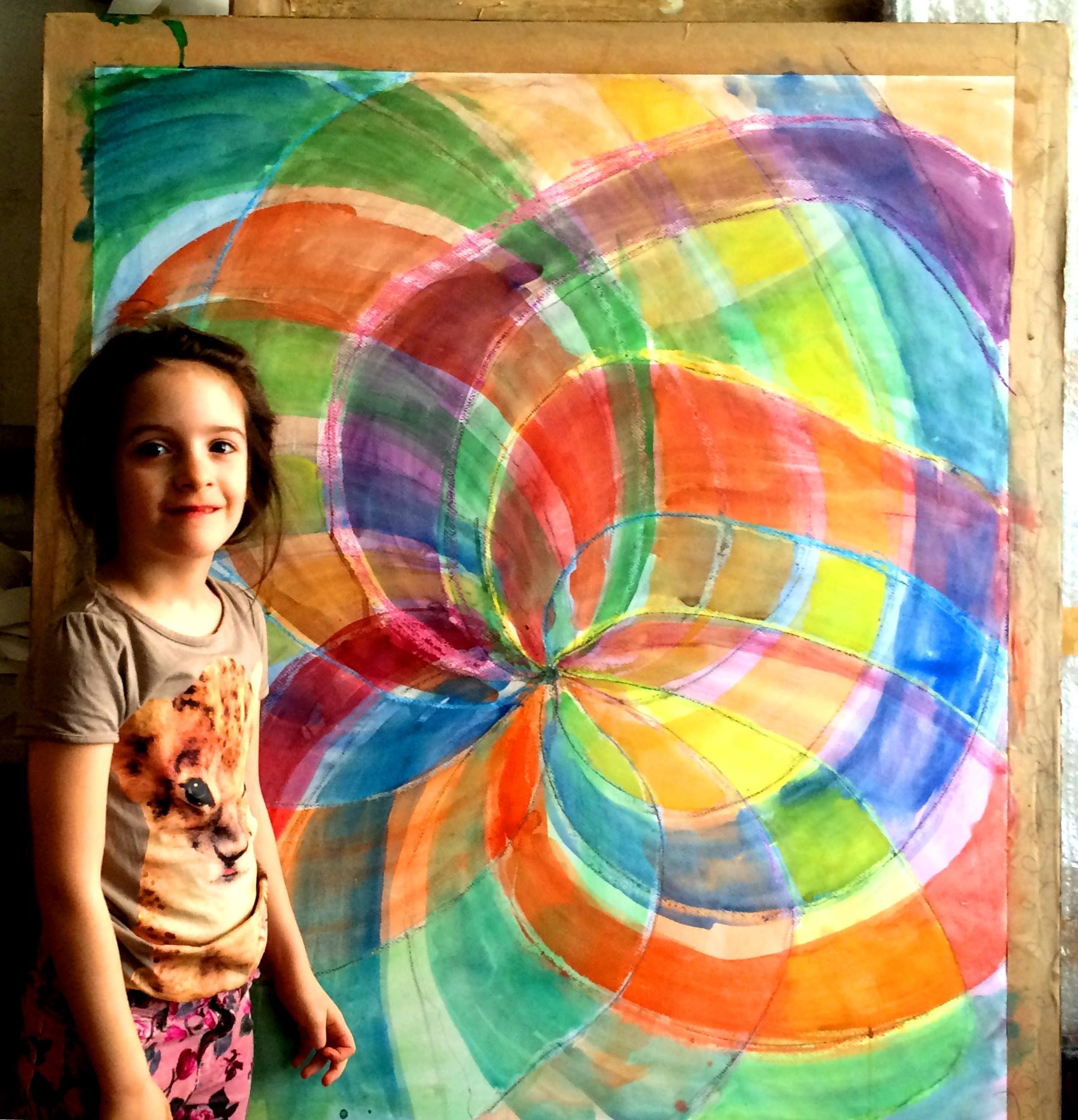
Spirál című festménye előtt a Louvre-ban (2015)

- 2014. 12.15. Merry ARTmas Vienna!, Ausztria
- 2015. 01.12. Exhibition for talents, Budapest
- 2015. 04.17. Figuractiv/Secret Gallery, Budapest
- 2015. 06.12. Art Salon/Carrousel du Louvre, Párizs
- 2015. 06.26. Incognito/Secret Gallery, Budapest
- 2015. 11.06. First /Secret Gallery, Budapest
- 2015. 11.20. "A tribute to X.C", Houston, Texas, US
- 2015. 12.16. "Christmas Rouge", Vienna, Austria
- 2016. 02.20. "Women in the Arts 2016", Houston,Texas,US
- 2016. 05.19. 68. BÁV Aukcióval egybekötött egyéni kiállítás, MOM Kulturális Központ, Budapest
- 2016. 05.27. Art Salon/Carrousel du Louvre, Paris
- 2016. 06.01. Barabás Villa – Budai Művészeti Iskola csoportos kiállítása, Budapest
- 2016. 07.20. Rákóczy Gizella emlékkiállítás - csoportos kiállítás, FUGA, Budapest
- 2016. 11.11. "Színes világ" - egyéni kiállítás, (a kiállítást megnyitotta: Vámos Miklós, író), Budapest[18]
- 2017. 04.12. World Art Dubai, Dubaj, UAE
- 2017. 05.11. Art Fair, Houston, Texas, US
- 2017. 05.12. ELTE-TÓK Tehetségnap, Generációk együttélése,[25][26] Budapest
- 2017. 05.13. social engagement for kids - wall-painting of the hospital, SOTE II, Budapest [22]
- 2017. 10.26. Ibiza Art Fair, Ibiza, Spain
- 2018. 02.09. Elixir - Salon Modena Art Gallery, Vienna, Austria[27]
- 2018. 04.21. Antibes Art Fair, Antibes, France[28]
- 2018. 06.30. Power of Art, Vienna, Austria
- 2018. 12.18. Merry ARTmas Vienna!, Austria
- 2019. 01.23. New Year's Exhibition, Vienna, Austria
- 2019. 03.01. The Power of Art, A.P.A. Galeria, Budapest
- 2019. 06.29. participation at "The best fine artist Golden Book" (digital version)  by the Europian Communities Artists Library,Barcelona, Spain
- 2019. 11.08. Salon Golden Garden * Lyon, Franciaország
- 2020. 02.14. Salon Valentines Garden, Vienna, Austria[29]
- 2020. 05.27. CoronArt Life Virtual, Vienna, Austria[30]
- 2020. 09.17. Salon Golden Garden Virtual, Vienna, Austria
- 2020. 11.25. Ibiza Art Fair Virtual, Ibiza, Spain
- 2020. 12.10. CoronArt Life Virtual, Vienna, Austria
- 2021. 01.17. CoronArt Life Virtual, Vienna, Austria
- 2021. 02.14. CoronArt Life Virtual, Vienna, Austria
- 2021. 03.13. "Women in the Arts", Heights Studios & Gallery, Houston, US
- 2021. 11.06. "Mural for Peace", Dubaj, UAE
- 2022. 05.11. "Art exchibiton "- ZURICH, Zurich, Switzerland
- 2022. 12.16. Art Basel Miami Beach, Basel, Switzerland
- 2023. 04.05. International Prize Leonardo da Vinci, Milano, Olaszország
- 2024. 06.10. "PHOENIX for the Arts", Velence, Olaszország

## Díjai, elismerései
- 2015. Budai Rajziskola ösztöndíjasa, Budapest, Hungary
- 2016. BÁV Tehetség Programjának első támogatottja
- 2017. Tehetségműhely Közhasznú Alapítvány támogatása
- 2017. "A Nemzet Fiatal Tehetségeiért" ösztöndíj (NTP-NFTÖ-2017)
- 2018. "A Nemzet Fiatal Tehetségeiért" ösztöndíj (NTP-NFTÖ-2018)
- 2019. "A Nemzet Fiatal Tehetségeiért" ösztöndíj (NTP-NFTÖ-2019)
- 2019. "Felfedezettjeink 2019" Fődíj - Nemzeti Tehetségsegítő Tanács
- 2019. Gyémántbogár különdíj - országos tehetségkutató rajzpályázat
- 2019. MOL Tehetségtámogató Program Művészet-tudomány területen a "festészet" kategóriában 1.hely[31][32]
- 2020. A Nemzeti Tehetség Program támogatottja[24] - részvétel a kampányfilmben
- 2020. "A Nemzet Fiatal Tehetségeiért" ösztöndíj (NTP-NFTÖ-2020)
- 2021: Messzehangzó Tehetségek Alapítvány ösztöndíjasa
- 2021: MOL Tehetségtámogató Program - "Művészet-Tudomány" területén a Festészet kategóriában 1. helyen végzett[33]
- 2021: "A Nemzet Fiatal Tehetségeiért" ösztöndíj (NTP-NFTÖ-2021)
- 2022. "A Nemzet Fiatal Tehetségeiért" ösztöndíj (NTP-NFTÖ-2022)
- 2023.  „Certificated Artist”, the Museum of the Americas, US
- 2024  "A Nemzet Fiatal Tehetségeiért" ösztöndíj (NTP-NFTÖ-2024)